# (20971) 1981 DR1
A (20971) 1981 DR1 a Naprendszer kisbolygóövében található aszteroida. Schelte J. Bus fedezte fel 1981. február 28-án.